# Ludovic Deblois
 (septembre 2020).
Pour les articles homonymes, voir Deblois.
Ludovic Deblois, né le 25 novembre 1977 à Reims, est un écrivain français.

## Biographie
En 1996, Ludovic Deblois entre à l’Université de Technologie de Compiègne, où il poursuit des études d'ingénieur effectuées en France, en Autriche, aux États-Unis et en Espagne.
En 2001, il rejoint le groupe PSA Peugeot Citroën, où il travaille dans le secteur logistique pour les usines du groupe en Europe et en Iran.
Au cours de cette période, il effectue aussi de nombreux voyages en Asie, Amérique du Sud et Afrique.
En 2006, il s’engage auprès de CLS pour déployer des solutions de gestion durable des pêches en Afrique et au Moyen-Orient. Dans le cadre de ses missions, il travaille en collaboration avec les gouvernements, les institutions internationales, les ONG et les entreprises privées.
En 2009, il fonde, avec Joël Gilbert, astrophysicien et inventeur, la société Sunpartner Technologies, qui développe des vitrages photovoltaïques . En 2011, il présente un premier prototype et remporte le premier prix du salon CTIA à Orlando. En 2012, Ernst&Young lui remet le prix de l’Entreprise d’Avenir de l’année,. Après des investissements significatifs, l’entreprise développe ses produits et installe des unités pilotes de production à Rousset (Provence) pour les secteurs du consumer electronic et du bâtiment,,. La technologie est sélectionnée parmi les « 36 technologies pioneers » de l’année 2014 par le World Economic Forum. En 2018, alors que Sunpartner Technologies prépare la mise sur le marché de nouveaux produits, elle ne parvient pas à conclure un tour de financement,. Elle entre en redressement judiciaire et cède une partie de ses activités à l'entreprise Garmin, qui lance les premiers produits équipés de la technologie en août 2019.
En 2020, il publie son premier roman Les licornes aussi renaissent de leurs cendres…,, aux éditions Candela. Ce roman est inspiré de sa vie d'entrepreneur.
En 2021, il publie son premier essai Autonomie(s), aux éditions L'arroseur de l'ombre et Candela. L'ouvrage traite de l'autonomie individuelle, locale et collective, comme pilier d'une vision politique et philosophique.
En 2022, il publie le roman Inversion, une dystopie qui se déroule en 2041. Le 13 avril 2024, il reçoit le prix littéraire région Sud-Est, remis par le Lions Club, pour son roman Inversion.

## Publications
- 2020 : Les licornes aussi renaissent de leurs cendres…, aux éditions Candela  (ISBN 978-2-492115-004)
- 2021 : Autonomie(s), aux éditions L'arroseur de l'ombre et Candela  (ISBN 978-2-492354-02-1)
- 2022 : Inversion, aux éditions Les Offray  (ISBN 978-2-490638-12-3)